# NGC 5150
NGC 5150 est une galaxie spirale barrée située dans la constellation de l'Hydre. Sa vitesse par rapport au fond diffus cosmologique est de 4 172 ± 23 km/s, ce qui correspond à une distance de Hubble de 61,5 ± 4,3 Mpc (∼201 millions d'al). NGC 5150 a été découverte par l'astronome britannique John Herschel en 1834.
La classe de luminosité de NGC 5150 est II-III et elle présente une large raie HI. Elle renferme aussi possiblement des régions d'hydrogène ionisé.
À ce jour, trois mesures non basées sur le décalage vers le rouge (redshift) donnent une distance de 61,633 ± 0,777 Mpc (∼201 millions d'al), ce qui est à l'intérieur des valeurs de la distance de Hubble.

## Groupe de NGC 5152
Selon A. M. Garcia, NGC 5150 fait partie du groupe de NGC 5152. Ce groupe de galaxies compte au moins 16 membres, dont NGC 5124, NGC 5135, NGC 5152, NGC 5153, NGC 5182, IC 4248, IC 4251 et IC 4275.